# Clancy Wiggum
Clancy Wiggum, o el jefe Wiggum (conocido en Hispanoamérica como Clancy Górgory, Celso Górgory o más comúnmente, Jefe Górgory),y llamado en España por su nombre original es un personaje de la serie animada Los Simpson. Es doblado por Hank Azaria en la versión inglesa. En Hispanoamérica hasta la undécima temporada (incluida) estaba doblado por Eduardo Borja, reemplazado por Jorge Roldán, desde la temporada 11 hasta la 25, hasta la 31 por Mauricio Pérez, y Eduardo Fonseca desde la temporada 32. En España, excepto en las primeras temporadas es doblado por Juan Perucho. El apellido del personaje es una referencia al apellido de soltera de la madre de Matt Groening, Margaret Wiggum.Su estatura es 1,75 m ( 5' 9")

## Información general
Clancy Wiggum nació en Baltimore, Maryland. Es el jefe de policía de Springfield y representa al estereotipo de policía estadounidense: obeso, incompetente, aficionado a las rosquillas y perezoso. En las primeras temporadas tenía el cabello negro pero luego cambió a azul. Es hijo de Iggy Wiggum, un soldado que estuvo a las órdenes de Abraham Simpson, durante la Segunda Guerra Mundial (como se puede ver en el capítulo Raging Abe Simpson and His Grumbling Grandson in "The Curse of the Flying Hellfish").

En distintos episodios se mencionan distintas versiones de cómo Wiggum obtuvo el trabajo de jefe de policía: en Papa's Got a Brand New Badge dice que «se lo dieron al primero que tomó el trabajo», mientras que en Springfield Up se muestra cómo Wiggum ascendió a jefe de policía gracias a su habilidad de dar masajes con la culata de su pistola. En Mother Simpson se da a conocer que Wiggum era un simple guardia de seguridad de la Universidad Estatal de Springfield y que no podía entrar a la academia debido a su asma, que luego sería curado gracias a Mona Simpson.
En su trabajo diario es asistido por dos policías más, Eddie y Lou, quiénes en apariencia serían más inteligentes, pero al parecer ninguno sabe de leyes. En una ocasión, Wiggum le menciona a Marge que no existen leyes contra las cartas de amenaza. Aunque es el encargado principal de la seguridad de Springfield, parece ser bastante incompetente en situaciones extremas, es incluso algo corrupto, en varios episodios se le ha visto robando, o pidiendo sobornos para no hacer multas de tránsito, en un capítulo le pide a Homer un soborno para no hacerle una multa por el local no autorizado de juegos de feria que tenía a su cargo, pero a pesar de esto, tiene actitudes muy solidarias: ayudó a buscar al que disparó al Sr. Burns, en otro episodio ayudó a Homer a reconciliarse con Marge, mientras la seguían a ella y a Ruth Powers desde la patrulla, y Homer le hablaba con un megáfono; otra ocasión en la que Wiggum se muestra solidario ocurre en «Marge y la taberna de Moe», cuando Homer alarmado ante la relación emocional que existe entre Moe y Marge, temiendo que su matrimonio se destruyera, inicia una desesperada carrera hacia el aeropuerto para tratar de impedir su viaje a Aruba; en el camino es interceptado por Wiggum, quien comprende como se siente y le ayuda, le abre paso en la autopista y le acerca al avión de Marge y Moe en una escalera mecánica. En varias oportunidades salvó a Bart cuando estaba a punto de caer en las manos de Sideshow Bob, pero la vez que más queda en evidencia esto es cuando salva a Mona Simpson de ser atrapada por el Sr. Burns.
Es bastante perezoso, durante sus guardias en la carretera suele encontrar excusas para no perseguir los autos, en ocasiones es porque estaba comiendo, en otras por simple haraganería, como cuando dejó escapar al Sr. Burns, Homer y Smithers en un auto de los años 30, porque según él, ese auto no coincidía con la descripción de color que le habían dicho por radio, incluso no tiene idea de las rutas ni de cómo trasmitir una descripción de un lugar, en Marge on the Lam, Wiggum decía por radio: "«Estoy en una carretera, parece de asfalto, hay árboles y estoy debajo del sol... ahora».

## Wiggum como policía
En muchas oportunidades se puso en evidencia la falta de profesionalismo de Wiggum en los momentos críticos; su principal fallo es que, frente a cualquier situación que le exija actuar conforme a su deber, incluso si se trata de simples críticas basadas en la lógica o aclaraciones, elabora algún argumento con el que pretende aparentar que hay un motivo justificado para no cumplirlo, cuando simplemente pretende esquivarlo con afirmaciones casi siempre carentes en su contexto laboral de lógica o incluso de racionalidad; una de sus faltas al deber más comunes es no tomar en serio las denuncias que se efectúan ante él, aunque haya claros indicios de que son reales o le sean hechas ver por otras autoridades competentes. En un episodio un hombre se presenta en la jefatura de policía y le dice a Wiggum que incendió un edificio en el centro y teme volver a hacerlo, a lo que Wiggum responde "Sí, ya lo estoy redactando en mi máquina de escribir invisible, orate", otra oportunidad decidió no responder los avisos de gente que reclamaba que un elefante (Stampy, una mascota de Bart) estaba destruyendo sus propiedades, en otra oportunidad dijo que no iba a atender las llamadas de la gente porque estaban muy ocupados en la jefatura, y en realidad lo único que estaba haciendo era jugar a las cartas con otros policías. En otro capítulo, cuando Marge golpeó a un ladrón que le había sacado la cartera unos meses antes, Wiggum le dice a la gente en la calle "¿Qué miran, perezosos? No van a capturar a sus agresores solo mirando". También se lo ha visto no respetar los procedimientos normales, por ejemplo, en el episodio en que Bart quería recuperar a Ayudante de Santa, el ciego que lo tenía llamó a la policía, y Wiggum tiró la puerta de la casa y luego tocó el timbre y dice ''¡Buenas, policía!... ¡ay Dios! Si esta no era la casa voy a tener que renunciar, incluso en esa misma escena Bart se va con su perro y se ve cómo llega otra patrulla y de adentro salen policías con una mujer. En capítulo Jazzy and the Pussycats, se lo ve montar a un avestruz como coche de policía. Suele inventar frases que justifican su pereza como no zarpar por falta de cerveza, "¿Es que en esta ciudad nadie sabe tomarse la justicia por su mano?" (mientras borra los mensajes del contestador), "Este no es el 091 es el... 092 (viendo la lotería en la tele)", Dije que la justicia no puede ayudarla, no que no pueda condenarla códigos como un 3.22 despertar a un agente de la siesta.
Sin embargo en varios episodios, Wiggum actuó profesionalmente. En el capítulo en que le disparan al señor Burns, él descubre positivamente que las huellas sobre el arma con que le dispararon a Burns eran de Homer. Incluso en el episodio donde encontró a Bart rápidamente cuando este huyó de su casa y se fue con Kirk Van Houten (fue por el sonido que se oía en la comunicación telefónica, que le resultó familiar y la información aportada por Apu, lo que lo llevó a resolver el caso en forma exitosa) llevándolo a que lo asciendan a Comisionado.

## Futuro de Wiggum
En el capítulo especial The Simpsons Spin-Off Showcase Wiggum aparece como investigador privado en Nueva Orleans, va acompañado de su hijo Ralph y de Seymour Skinner, (quien nació en dicha ciudad), apareciendo como "el flaco" (parodia de las series policiales de los 70 y 80). Al parecer nunca estuvo casado, ya que menciona que Es difícil ser padre soltero. También en Future-Drama, que es un episodio especial (spin-off), Wiggum en el futuro se convertirá en un Robocop.